# シアヌークビル国際空港
シアヌークビル国際空港（シアヌークビルこくさいくうこう、英: Sihanoukville International Airport）は、カンボジア王国のシアヌークビル（コンポン・ソム）にある空港である。

## 概要
1960年代、ソビエト連邦の協力の下に建設された。カンボジア内戦の後、2007年1月15日に再開港した。

## 就航航空会社と就航都市
| 航空会社                   | 就航地                              |
| -------------------------- | ----------------------------------- |
| カンボジア・アンコール航空 | シェムリアップ、ホーチミン          |
| エアアジア・カンボジア     | シェムリアップ                      |
| 瑞麗航空                   | 昆明(2025年8月26日より運航再開予定) |

2025年8月現在